# Mario Tobino
Mario Pierippolito Tobino (Viareggio, 16 gennaio 1910 – Agrigento, 11 dicembre 1991) è stato uno psichiatra, scrittore e poeta italiano.
Scrittore prolifico, esordì prima come poeta per poi affermarsi come romanziere. Le sue opere sono segnate da uno spiccato autobiografismo e da una forte connotazione psicologica e sociale.

## Biografia

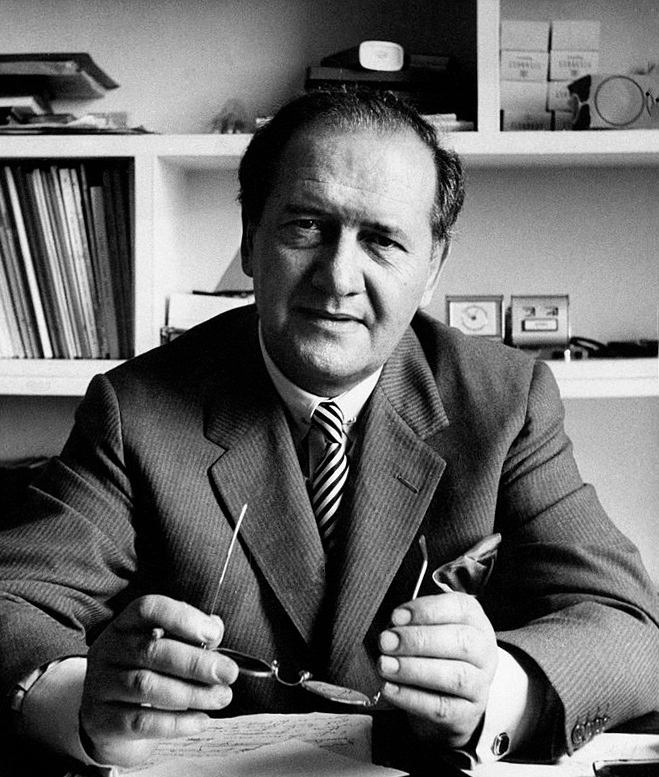
Mario Tobino

Mario Tobino nasce a Viareggio. Dopo il ginnasio, per tenere a freno una certa esuberanza e sopravvenuta insofferenza agli studi i genitori lo spediscono per un anno in collegio, a Collesalvetti. Ritornato a casa, inizia gli studi liceali a Massa, tuttavia ottiene la maturità da privatista a Pisa. 

Il ragazzo mostra fino dal liceo un grande interesse per autori quali Machiavelli e Dante, il che può essere interpretato come segno premonitore della sua sensibilità e attitudine allo scrivere. La madre Maria Biassoli Ottaviani scelse il nome Mario per il personaggio di Mario Cavaradossi (pittore amante di Floria Tosca) perché era una grande estimatrice delle Opere e di Giacomo Puccini. 
Il giovane, dal carattere volitivo e insofferente, dimostra una certa propensione agli studi umanistici.
Tuttavia, la sua encomiabile aspirazione di aiutare il prossimo malato lo porta ad iscriversi alla Facoltà di Medicina e Chirurgia all'Università di Pisa, studi che proseguono e si concludono con la laurea nel 1936 all'Università di Bologna. 

A Bologna, stringe amicizia con i compagni di corso Mario Pasi ed Aldo Cucchi, che saranno entrambi insigniti della Medaglia d'oro al Valor Militare per il loro contributo alla Lotta di Liberazione Nazionale: la loro amicizia sarà raccontata nel romanzo Tre amici. 
Contemporaneamente al periodo universitario, svolge un'attività letteraria sia pur limitata per il poco tempo a disposizione, pubblicando alcuni scritti su riviste aperte ai contributi dei giovani letterati; nel 1934, con il riscontro positivo della critica, pubblica  Poesie, la sua prima raccolta di versi.
Tobino dopo la laurea viene chiamato ad assolvere il servizio militare in un primo tempo a Firenze, poi come ufficiale medico nel Quinto Alpini a Merano. Tornato a casa a Bologna si specializza in neurologia, psichiatria e medicina legale, e incomincia a lavorare all'ospedale psichiatrico di Ancona. Durante la sua permanenza in questo luogo di sofferenza e di disagio compone una serie di poesie, pubblicate nel 1939 nella raccolta dal titolo Amicizia, con una prefazione dello scrittore e amico Giuseppe Raimondi.  
Allo scoppio della seconda guerra mondiale viene richiamato e inviato sul fronte libico dove rimane fino al 1942: questa esperienza è raccontata nel romanzo Il deserto della Libia (1952) da cui sono stati tratti due film, Scemo di guerra (1985) di Dino Risi e Le rose del deserto (2006) di Mario Monicelli.

Ritornato in Italia, pubblica la raccolta di poesie Veleno e Amore, il romanzo Il figlio del farmacista e i racconti riuniti sotto il titolo La gelosia del marinaio, e riprende a lavorare in ospedali psichiatrici, prima per alcuni mesi a Firenze, in seguito definitivamente a Maggiano (modificato in "Magliano" nei  due romanzi/pamphlet dedicati a questa esperienza) in provincia di Lucca.
Nel 1943 partecipa attivamente alla Resistenza, e dalle vicende di lotta partigiana e fratricida prende spunto per scrivere il romanzo Il clandestino.
Nel 1956, con Einaudi, pubblica La brace dei Biassoli, romanzo autobiografico.
Nel 1966 pubblica Sulla spiaggia e di là dal molo (Mondadori), omaggio a Viareggio, la sua città natale, e alla sua storia. Proprio una frase di Tobino ("Viareggio in te son nato, in te spero morire") è stata dipinta a caratteri cubitali sul molo di Viareggio tanto da caratterizzarne il panorama.

Nel 2024 proprio "Sulla spiaggia e di là dal molo" vince la prima edizione premio Francesco Bergamini assegnato a Viareggio, sua città natale, con la seguente motivazione: "ci regala uno spaccato di storia e una serie di ritratti di personaggi che grazie alla sua penna elegante resteranno scolpiti per sempre nella nostra memoria comune".
Nel dopoguerra Tobino si dedica con tutte le sue forze morali e spirituali alle sofferenze dei malati di mente, e contemporaneamente prosegue la sua attività di scrittore, raggiungendo una notorietà sempre più vasta e riconoscimenti numerosi. 
Muore ad Agrigento l'11 dicembre 1991 dove, il giorno precedente, si era recato per ritirare il premio Pirandello.
Contrario alla chiusura dei manicomi realizzata in seguito alla Legge Basaglia (1978), Tobino «diceva che la sua vita era lì, che i pazzi erano i suoi simili» e che «La cupa malinconia, l’architettura della paranoia, le catene delle ossessioni esistono anche se si chiude il manicomio».

## Opere

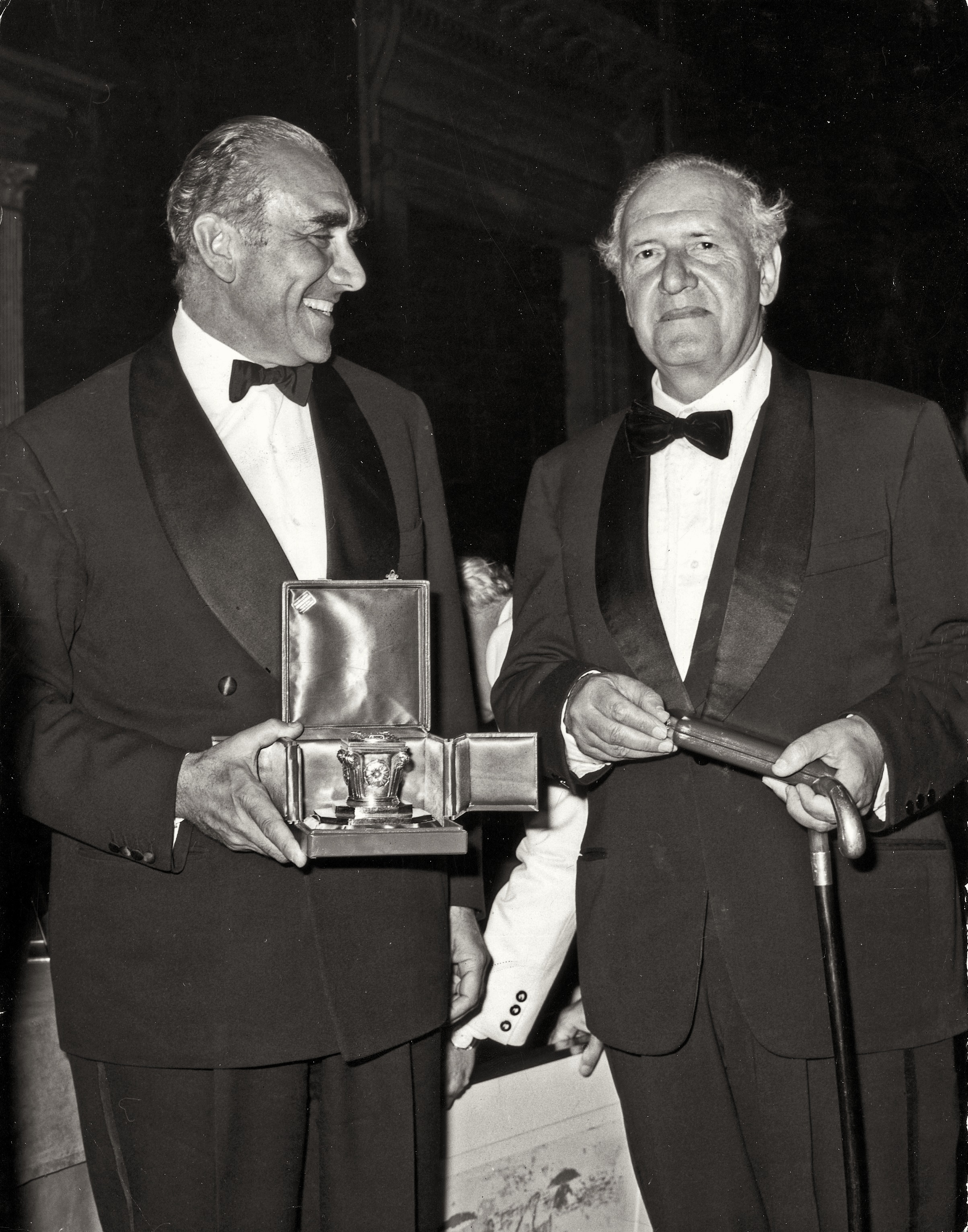
Mario Tobino (a destra) durante una premiazione, con Giorgio Mondadori

### Poesie
- Poesie, Bergamo, Cronache, 1934
- Amicizia, in Meridiano di Roma. L'Italia letteraria, artistica, scientifica, a. XI, n. 49, 5 dicembre 1937
- Veleno e amore, Firenze, Edizioni di rivoluzione, 1942
- L'asso di picche, Firenze, Vallecchi, 1955

### Romanzi e racconti
- Il figlio del farmacista, in Il Selvaggio, n. 2, 15 febbraio 1938, poi Milano, Corrente, 1942
- La gelosia del marinaio, Roma, Tumminelli, 1942
- Bandiera nera, Roma, Istituto grafico tiberino, 1950
- L'angelo del Liponard, Firenze, Vallecchi, 1951; Milano, Mondadori, 1963
- Il deserto della Libia, Torino, Einaudi, 1951
- Le libere donne di Magliano, Firenze, Vallecchi, 1953
- Due italiani a Parigi, Firenze, Vallecchi, 1954
- La brace dei Biassoli, Torino, Einaudi, 1956
- Passione per l'Italia, Torino, Einaudi, 1958
- Il clandestino, Milano, A. Mondadori, 1962
- Sulla spiaggia e di là dal molo, Milano, A. Mondadori, 1966,
- Una giornata con Dufenne, Milano, Bompiani, 1968
- Per le antiche scale. Una storia, Milano, A. Mondadori, 1972
- Biondo era e bello, Milano, A. Mondadori, 1974
- La bella degli specchi, Milano, A. Mondadori, 1976
- Eolina la fata dei mozzi, Teramo, Lisciani & Zampetti, 1978
- Il perduto amore, Milano, A. Mondadori, 1979
- Gli ultimi giorni di Magliano, Milano, A. Mondadori, 1982
- La ladra, Milano, A. Mondadori, 1984
- Zita dei fiori, Milano, A. Mondadori, 1986
- Tre amici, Milano, A. Mondadori, 1988. ISBN 88-04-31053-7
- Il manicomio di Pechino, Milano, A. Mondadori, 1990. ISBN 88-04-33540-8
- Una vacanza romana, Milano, A. Mondadori, 1992. ISBN 88-04-35670-7

### Teatro
- La verità viene a galla. Commedia in due tempi, Milano, A. Mondadori, 1987. ISBN 88-04-30043-4.

### Altri scritti
- Ascolta ragazzo: la droga mai, Lucca, Pacini Fazzi, 1978.
- Pisa. La Piazza dei Miracoli, Novara, De Agostini, 1982.
- Il carnevale di Viareggio, con Renzo Pellegrini e Carlo Alberto Di Grazia, Milano, A. Mondadori, 1988. ISBN 88-04-31874-0.

## Premi letterari
- 1962: Premio Strega con Il clandestino,[7]
- 1966: Premio Selezione Campiello con Sulla spiaggia e di là dal molo,[8]
- 1972: Premio Campiello con Per le antiche scale,[8]
- 1976: Premio Viareggio con La bella degli specchi,[9]
- 1990: Premio Elba con Il manicomio di Pechino[10].

## Trasposizioni cinematografiche
- Per le antiche scale, regia di Mauro Bolognini (1975)
- Sulla spiaggia e di là dal molo, regia di Giovanni Fago (1999)
- Scemo di guerra, regia di Dino Risi (1985)
- La brace dei Biassoli, regia di Giovanni Fago (1981)
- Le rose del deserto, regia di Mario Monicelli (2006)
- L'ammiraglio, regia di Anton Giulio Majano (1965)